# NGC 4927
NGC 4927 este o radiogalaxie situată în constelația Părul Berenicei. A fost descoperită în 11 aprilie 1785 de către William Herschel. Se află la o distanță de 152,05 de megaparseci de Pământ.